# Eben-Haëzerkerk (Ouddorp)
De Eben-Haëzerkerk is een kerkgebouw uit 2013 aan de Diependorst in Ouddorp, in de Nederlandse provincie Zuid-Holland. Het kerkgebouw, een staalconstructie met dakbedekking en vier gemetselde uitbouwen, is met 1.071 plaatsen het grootste van Goeree-Overflakkee. Het is met spits 30,5 meter hoog, en de hoogte van de kerkzaal aan de binnenzijde bedraagt 18,75 meter. Het orgel is afkomstig uit de dorpskerk van het Deense Hellerup en is in 1950 gebouwd door orgelmakerij Marcussen. De vier kroonluchters uit de kerk zijn kopieën van de kroonluchters in De Hoeksteen te Barneveld. Het zilveren doopvont en het zilveren avondmaalsstel zijn door een gemeentelid aan de kerk geschonken. De zitplaatsen zijn opklapbare houten banken. Beneden zijn er 889 plaatsen en op de galerij 182 plaatsen. Het gebouw is ontworpen door Architectenbureau Born uit Middelharnis.

## Geschiedenis
De Nederlandse Hervormde Kerk is in mei 2004 met de Gereformeerde Kerken in Nederland en de Evangelisch-Lutherse Kerk in het Koninkrijk der Nederlanden opgegaan in de Protestantse Kerk in Nederland, kortweg de PKN genoemd. Een deel van de leden van de Nederlands Hervormde Kerk kon zich niet vinden in de grondslag van de PKN en ging niet mee in de kerkfusie. Hierdoor ontstond de Hersteld Hervormde Kerk, waartoe ook de meeste leden van de plaatselijke Nederlands Hervormde gemeente in Ouddorp toetraden. De overigen bleven als Hervormde Gemeente binnen de Protestantse Kerk in Nederland in Ouddorp, die aanspraak maakte op de Dorpskerk. Zij behoren met naar schatting 290.000 andere Hervormde leden tot de Hervormd Gereformeerde stroming binnen de PKN, die zich verenigd hebben in de Gereformeerde Bond in de Protestantse Kerk in Nederland. Er werd in eerste instantie overeengekomen dat de Hersteld Hervormde gemeente 1,8 miljoen aan geld en goederen zou overdragen aan de Hervormde Gemeente, waarbij de Hersteld Hervormden de historische Dorpskerk zouden blijven gebruiken. Deze overeenkomst werd echter door de Hervormde Gemeente niet geaccepteerd. De Hersteld Hervormde Gemeente werd in 2009 medegebruiksrecht van de Dorpskerk aangeboden, maar koos ervoor om hiervan geen gebruik te maken. Daarom verliet de Hersteld Hervormde Gemeente de Dorpskerk en wordt deze nu gebruikt wordt door de Hervormde Gemeente. 
Eind 2009 werden de eerste plannen gemaakt voor het nieuwe gebouw. Er kwam grond beschikbaar direct naast het reeds bestaande verenigingsgebouw Eben-Haëzer. Deze grond werd aangekocht en na enkele bezwaarprocedures startte de bouw op 7 juni 2012. In september werd de staalconstructie opgetrokken, waarna het gebouw op 18 oktober 2012 met het plaatsen van de spits zijn hoogste punt bereikte. Op woensdag 26 juni 2013 werd het kerkgebouw in gebruik genomen.

## Predikanten van de gemeente
Predikanten die de Hervormde Gemeente Ouddorp gediend hebben:
- 1595-1597 Jacobus Cornet
- 1597-1619 Cornelis Damman
- 1620-1622 Nicolaas Russius
- 1622-1632 Livinius Stamperius
- 1633-1639 Daniël Rady
- 1639-1653 Wessel Pretorius
- 1653-1681 Jozef Rousse
- 1681-1720 Hendrik van Ulft
- 1721-1747 Johannes van Leeuwen
- 1748-1757 Jacobus Schelvisvanger
- 1757-1770 Daniël van den Hoek
- 1770-1776 Johannes Adrianus Du Blois
- 1777-1808 Michiel Gersen
- 1808-1817 Samuël La Lau
- 1818-1864 Aalt Gerritz van Dijkhuizen
- 1865-1867 Hendrik Bax
- 1869-1872 Jan Felix Franc Van de Hamme
- 1873-1881 Hendrik Jacobus Den Boer
- 1882-1889 Johan Louis Tichelaar
- 1891-1896 Dooitze Tako’sn Meinsma
- 1898-1900 Yme Doornveld
- 1901-1907 Jan Bos
- 1909-1918 Arie van der Kooij
- 1919-1924 Jan Bus
- 1930-1933 Hendrik Hubertus Van Ameide
- 1935-1946 Jan Hovius
- 1947-1958 Roeland Willem Steur
- 1960-1967 Jan van Vliet
- 1970-1978 Sijmen de Jong
- 1979-1989 Willem Jan op ’t Hof
- 1980-1987 Gijsbert Meuleman
- 1988-1992 Dirk Heemskerk
- 1990-2003 Rudolf Veldman
- 1994-2004 Jan Glastra van Loon (ds. Van Loon bleef in de PKN en verhuisde naar Middelburg)

Predikanten die de Hersteld Hervormde Gemeente Ouddorp gediend hebben of dienen:
- 2005-2010 Harm Lassche
- 2011-2019 Dirk Zoet
- 2020-heden A.P. Muilwijk